# Agouticarpa curviflora
Agouticarpa curviflora är en måreväxtart som först beskrevs av John Duncan Dwyer, och fick sitt nu gällande namn av Claes Håkan Persson. Agouticarpa curviflora ingår i släktet Agouticarpa och familjen måreväxter. Inga underarter finns listade i Catalogue of Life.